# 박경규 (축구인)
박경규(한국 한자: 朴景奎, 1977년 3월 10일 ~ )는 대한민국의 전 축구 선수이며, 포지션은 공격수였다.